# Форбс, Шашали
Сашали́ Форбс (англ. Sashalee Forbes; род. 10 мая 1996, Манчестер, Мидлсекс, Ямайка) — ямайская легкоатлетка, специализирующаяся в спринтерском беге. Серебряный призёр Олимпийских игр 2016 года в эстафете 4×100 метров.

## Биография
В 2014 году стала серебряным призёром юниорского чемпионата мира в эстафете 4×100 метров. Аналогичного успеха добилась сезон спустя на Панамериканском чемпионате среди спортсменов до 20 лет.
На олимпийском отборе в 2016 году заняла 6-е место в беге на 100 метров с личным рекордом 11,17. Благодаря этому результату была включена в сборную Ямайки. На Играх бежала в предварительном забеге в эстафете 4×100 метров, где помогла команде выйти в финал. Эстафетную палочку ей передавала двоюродная сестра, Симона Фейси, с которой они вместе выросли в небольшой коммуне Эвергрин в приходе Манчестер. В решающем забеге вместо них бежали другие спортсменки, которые завоевали для Ямайки серебряные медали.
Тренируется у Мориса Уилсона в клубе Sprint Tech Track Club.

## Основные результаты
| Год  | Турнир                                  | Место проведения         | Дисциплина       | Место      | Результат |
| ---- | --------------------------------------- | ------------------------ | ---------------- | ---------- | --------- |
| 2014 | Чемпионат мира среди юниоров            | Юджин, США               | эстафета 4×100 м | 2-е        | 43,97     |
| 2015 | Панамериканский чемпионат среди юниоров | Эдмонтон, Канада         | 100 м            | 7-е        | 11,73     |
| 2015 | Панамериканский чемпионат среди юниоров | Эдмонтон, Канада         | 200 м            | —          | DQ        |
| 2015 | Панамериканский чемпионат среди юниоров | Эдмонтон, Канада         | эстафета 4×100 м | 2-е        | 44,31     |
| 2016 | Олимпийские игры                        | Рио-де-Жанейро, Бразилия | эстафета 4×100 м | 2-е (заб.) | 41,79     |